# Feestdagen in Wit-Rusland

Militaire parade tijdens de Onafhankelijkheidsdag in 2017.

Dit artikel gaat over de feestdagen in Wit-Rusland.

## Officiële vrije feestdagen
| Datum          | Wit-Russische naam                                            | Nederlandse vertaling       | Opmerkingen                                                                                          |
| -------------- | ------------------------------------------------------------- | --------------------------- | --- |
| 1—2 januari    | Новы год (Novy Hod)                                           | Nieuwjaarsdag               | |
| 7 januari      | Каляды праваслаўныя (Kalady pravasłaŭnyja)                    | Oosters-Orthodoxe Kerstmis  | |
| 8 maart        | Міжнародны жаночы дзень (Mižnarodny žanočy dzień)             | Internationale Vrouwendag   | |
| 1 mei          | Дзень працы (Dzień Pracy)                                     | Dag van de Arbeid           | Internationale Arbeidsdag                                                                            |
| 9 mei          | Дзень Перамогі (Dzień Pieramohi)                              | Dag van de Overwinning      | Herdenkt de overwinning tegen Duitsland tijdens de Tweede Wereldoorlog                               |
| 3 juli         | Дзень Незалежнасці (Dzień Niezaležnasci)                      | Onafhankelijkheidsdag       | Sinds 1996, naar de bevrijding van Minsk in 1944 door het Rode Leger tijdens het Offensief van Minsk |
| 7 november     | Дзень Кастрычніцкай рэвалюцыі (Dzień Kastryčnickaj revalucyi) | Dag van de Oktoberrevolutie | |
| 25/26 december | Каляды каталіцкія (Kalady katalickija)                        | Katholieke Kerstmis         | |
| veranderlijk   | Радуніца (Radunica)                                           | Herdenkingsdag              | 9 dagen na het orthodoxe Pasen                                                                       |

## Andere officiële feestdagen
Op deze feestdagen krijgt men geen dag vrijaf.
| Datum                 | Wit-Russische naam                                                                                                 | Nederlandse vertaling                                          | Opmerkingen                                    |
| --------------------- | --- | -------------------------------------------------------------- | ---------------------------------------------- |
| 23 februari           | Дзень абаронцы Айчыны (Dzień abaroncy Ajčyny)                                                                      | Dag van de verdedigers van het vaderland                       |                                                |
| 15 maart              | Дзень Канстытуцыі (Dzień Kanstytucyji)                                                                             | Constitutiedag                                                 | Sinds 1994                                     |
| 2 april               | Дзень яднання народаў Беларусі i Расіі (Dzień jadnannia narodaŭ Bielarusi i Rasii)                                 | Volkseenheidsdag tussen Rusland en Wit-Rusland                 | Wordt gevierd op de 40e dag na Orthodoxe Pasen |
| 26 april              | Dzień čarnobyĺskaj trahiedyi                                                                                       | Herdenking Kernramp Tsjernobyl                                 |                                                |
| Tweede zondag van mei | Дзень Дзяржаўнага Сцяга i Дзяржаўнага Гебра (Dzień Dziaržaŭnaha Sciaha i Dziaržaŭnaha Hiebra)                      | Vlaggendag                                                     |                                                |
| 22 juni               | Дзень усенароднай памяці ахвяр Вялікай Айчыннай вайны (Dzień usienarodnaj pamiaci achviar Vialikaj Ajčynnaj vajny) | Herdenkingsdag voor de slachtoffers van de Tweede Wereldoorlog |                                                |

## Traditionele festivals en feestdagen
| Datum            | Naam               | Opmerkingen                           |
| ---------------- | ------------------ | ------------------------------------- |
| 6 juli en 7 juli | Купалле (Kupallie) | Kupaladag                             |
| 2 november       | Дзяды (Dziady)     | Dziady, vergelijkbaar met Allerzielen |
| veranderlijk     | Katholiek Pasen    |                                       |
| veranderlijk     | Orthodox Pasen     |                                       |

Albanië ·
Andorra ·
Armenië ·
Azerbeidzjan ·
België ·
Bosnië en Herzegovina ·
Bulgarije ·
Cyprus ·
Denemarken ·
Duitsland ·
Estland  ·
Finland ·
Frankrijk ·
Georgië ·
Griekenland ·
Hongarije ·
Ierland ·
IJsland ·
Italië ·
Kazachstan ·
Kosovo ·
Kroatië ·
Letland ·
Liechtenstein ·
Litouwen ·
Luxemburg ·
Malta ·
Moldavië ·
Monaco ·
Montenegro ·
Nederland ·
Noord-Macedonië ·
Noorwegen ·
Oekraïne ·
Oostenrijk ·
Polen ·
Portugal ·
Roemenië ·
Rusland ·
San Marino ·
Servië ·
Slovenië ·
Slowakije ·
Spanje ·
Tsjechië ·
Turkije ·
Vaticaanstad ·
Verenigd Koninkrijk ·
Wit-Rusland ·
Zweden ·
Zwitserland